# Hugo von Zamory
Hugo Emil Ulrich von Zamory (* 25. Juni 1845 in Alt Bärbaum; † 15. November 1922) war ein preußischer Generalleutnant.

## Leben

### Herkunft
Hugo war Angehöriger des Adelsgeschlechts von Zamory, sowie ein Sohn des Rittergutsbesitzers Eugen von Zamory und dessen Ehefrau Hildegard, geborene Schmidt.

### Militärkarriere
Zamory erhielt seine Erziehung im elterlichen Hause. Nach dem Besuch der Gymnasien in Neustettin und Kolberg trat er am 15. Mai 1863 in das Magdeburgische Füsilier-Regiment Nr. 36 der Preußischen Armee ein, absolvierte die Kriegsschule in Erfurt und avancierte bis Mitte November 1864 zum Sekondeleutnant. Als solcher machte er 1866 während des Deutschen Krieges die Gefechte bei Oerlenbach und Roßbrunn sowie die Beschießung von Würzburg mit.
Nach einer achtwöchigen Kommandierung zur Erlernung des Feldpionierdienstes im Schleswig-Holsteinischen Pionier-Bataillon Nr. 9 wurde Zamory am 1. Oktober 1869 zum Adjutanten des II. Bataillons ernannt. In dieser Eigenschaft nahm er zu Beginn des Krieges gegen Frankreich an der Schlacht bei Gravelotte teil und übernahm während der Belagerung von Metz der 7. Kompanie, die er bei Noisseville führte. Vom 27. Oktober 1870 bis 25. Januar 1871 war er als stellvertretender Regimentsadjutant in die Kämpfe bei Orléans, Épuisay sowie Le Mans eingebunden und hatte anschließend bis Anfang Mai 1871 die Führung der 6. Kompanie.
Ausgezeichnet mit dem Eisernen Kreuz II. Klasse stieg Zamory nach dem Friedensschluss Mitte April 1872 zum Premierleutnant auf und war vom 14. Juli 1872 bis zum 17. September 1875 untersuchungsführender Offizier des III. Bataillons. Mit der Beförderung zum Hauptmann erfolgte am 13. September 1876 seine Ernennung zum Kompaniechef. Unter Stellung à la suite des Niederrheinischen Füsilier-Regiments Nr. 39 war Zamory ab Mitte November 1884 als Kompanieführer an der Unteroffizierschule Weißenfels tätig und wurde unter Belassung à la suite Mitte Juli 1886 Kommandeur der Unteroffiziervorschule in Weilburg. Unter Belassung in diesem Verhältnis und unter Stellung à la suite des 1. Posenschen Infanterie-Regiments Nr. 18 rückte er am 18. November 1886 zum überzähligen Major auf. Nach einer Verwendung vom 16. Juli 1887 bis zum 1. September 1889 als Kommandeur der Unteroffizierschule Biebrich trat Zamory mit der Ernennung zum Kommandeur des I. Bataillons im Infanterie-Regiment „Prinz Louis Ferdinand von Preußen“ (2. Magdeburgisches) Nr. 27 in den Truppendienst zurück. Er wurde Ende Januar 1892 Oberstleutnant, kam einen Monat später zum Stab des Grenadier-Regiments „König Friedrich Wilhelm I.“ (2. Ostpreußisches) Nr. 3 nach Königsberg und avancierte am 12. September 1894 zum Oberst. Am 18. April 1895 folgte seine Ernennung zum Kommandeur des ebenfalls in Königsberg stationierten Infanterie-Regiments „Herzog Karl von Mecklenburg-Strelitz“ (6. Ostpreußisches) Nr. 43. Unter Stellung à la suite seines Regiments wurde Zamory am 24. Mai 1898 zunächst mit der Führung der 9. Infanterie-Brigade in Frankfurt (Oder) beauftragt und am 15. Juni 1898 mit der Beförderung zum Generalmajor zum Kommandeur des Großverbandes ernannt. In dieser Stellung erhielt er anlässlich des Ordensfestes im Januar 1900 den Roten Adlerorden II. Klasse mit Eichenlaub und im Juli 1900 das Großkreuz des Franz-Joseph-Ordens. Unter Verleihung des Charakters als Generalleutnant wurde Zamory am 18. Mai 1901 in Genehmigung seines Abschiedsgesuches mit Pension zur Disposition gestellt.

### Familie
Zamory war mit Mary Gumpel († 1897) verheiratet. Nach ihrem Tod heiratete er Wally von Rochow, geborene Oehme (* 1857). Aus der ersten Ehe gingen drei Söhne, die alle Offiziere wurden, und eine Tochter hervor.